# Game Boy Micro
De Game Boy Micro werd het eerst getoond op de E3 2005 in Los Angeles. Het is de derde versie van de Game Boy Advance-handheldconsole. In tegenstelling tot de Game Boy Advance en Game Boy Advance SP kan de Game Boy Micro alleen Game Boy Advance-spellen afspelen. Game Boy Color- en originele Game Boy-spellen kunnen er niet mee worden gespeeld.
Het kleine scherm (5 cm in diameter) van de Game Boy Micro wordt verlicht met dezelfde technologie die te vinden is in de Nintendo DS. Deze technologie zorgt ervoor dat het scherm uitstekend verlicht is en dat de ingebouwde lithium-ionbatterij minder snel leeg is.
De Game Boy Micro werd in Europa op 4 november 2005 gelanceerd in vier verschillende kleuren (blauw, rood, groen en metallic) voor de prijs van € 99. Dankzij verwisselbare frontplaatjes kan de Game Boy Micro worden aangepast naar de eigen smaak. Dit is de laatste Game Boyconsole die is uitgebracht.